# 3시와 5시 사이
《오정연의 3시와 5시 사이》는 대한민국의 한국방송공사의 라디오 채널 KBS 쿨FM에서 오전 3시부터 오전 4시 55분까지 방송하였던 라디오 방송이다. 흔히 줄여서 삼오사이라고 부르기도 하였고, 2003년까지는 다시듣기가 지원되었으나 그 이후의 방송분은 다시듣기가 지원되지 않는다.
2011년 1월 신년 개편으로 폐지됨과 동시에 1월 1일(시간상 2일 새벽)부터 U-KBS MUSIC에서 오후 10시에 방송되었던 요조의 히든 트랙 재방송으로 대체되었다. 2010년 12월 31일 자로 16년 만에 폐지되었다.

## 과거 진행자
길은정, 변우영, 백승주, 윤지영(2003~2007), 김보민, 진양혜

## 요일별 코너

### 매일 코너
- 내가 잠 못 이루는 이유
- 너의 목소리가 들려...
- 책 읽어주는 여자

### 요일 코너
- (금) 심야 상영관
- (토) 길 위에서 말하다
- (일) 시골 의사의 아름다운 클래식

## 같이 보기
- KBS
- KBS 쿨FM